# Thotmesz (szobrász)
Thotmesz (i. e. 14. század) ókori egyiptomi szobrász a XVIII. dinasztia korában, Ehnaton fáraó uralkodása alatt. Leghíresebb alkotása Nofertiti mellszobra, mely az egyiptomi művészet egyik legismertebb alkotása.
Az Ehnaton alapította új fővárosban, Ahet-Atonban élt és alkotott, lakóháza és műhelye a város előkelő déli lakónegyedében volt. Művészetére jellemző a korábbi, kötött hagyományokkal szakító, realisztikusabb stílus, melynek extremitása később enyhült, talán a korábbi főszobrász, Bek halálát követően.
1912 decemberének elején találták meg műhelyének romjait a Ludwig Borchardt vezette ásatás alkalmával. Az épületet egy lovaknak készült elefántcsont szemellenző alapján azonosították, melyet az udvaron a szemét közt találtak, és melyen Thotmesz neve és címei álltak. A műhelyből számos befejezetlen portré és tanulmány került elő, melyek Ehnatont, családját és hivatalnokait ábrázolták. A több mint húsz szobor közül nyolcat sikerült azonosítani, köztük Ehnaton, Nofertiti, Kia, Ay és III. Amenhotep portréit. Néhány szobor idősebb nemes hölgyeket ábrázol, ami ritka az egyiptomi művészetben, ahol a nőket idealizált alakban, fiatalnak és szépnek ábrázolták. Köztük található az idősödő Nofertiti kis szobra, melyen tisztán látszik, hogy a királyné már több gyermeket szült; talán termékenységét akarták hangsúlyozni.
Thotmesz művei ma a világ több múzeumában találhatóak, közte a berlini Ägyptisches Museumban, a kairói Egyiptomi Múzeumban és a New York-i Metropolitan Művészeti Múzeumban.
Thotmesz megjelenik Hegedüs Géza Az írnok és a fáraó című elbeszélő művében, amely Ehnaton fáraó Amarna-reformján keresztül mutatja be az ember időtlen törekvését a megvilágosodásra.

## Galéria

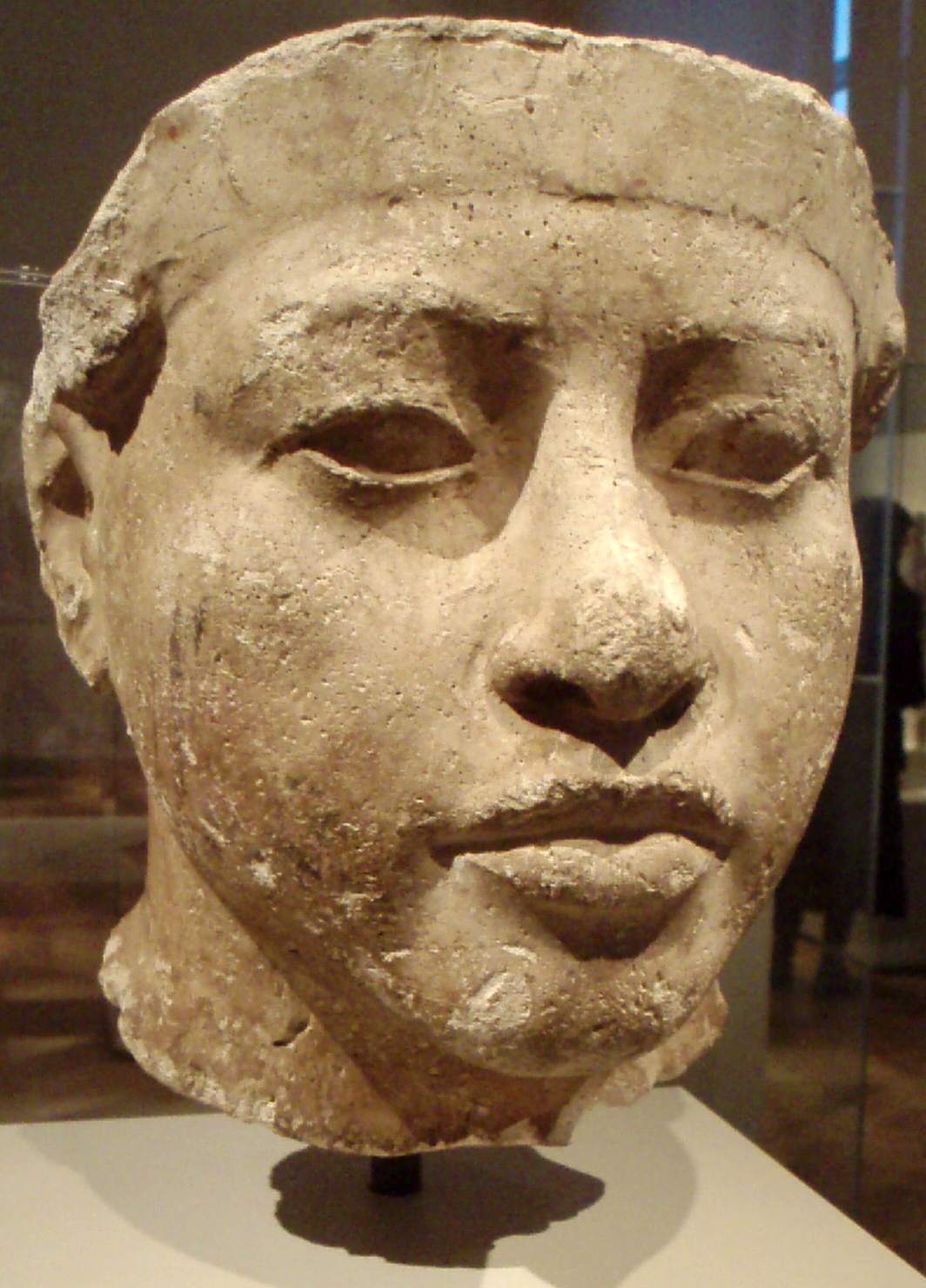
III. Amenhotep portréja. Berlin
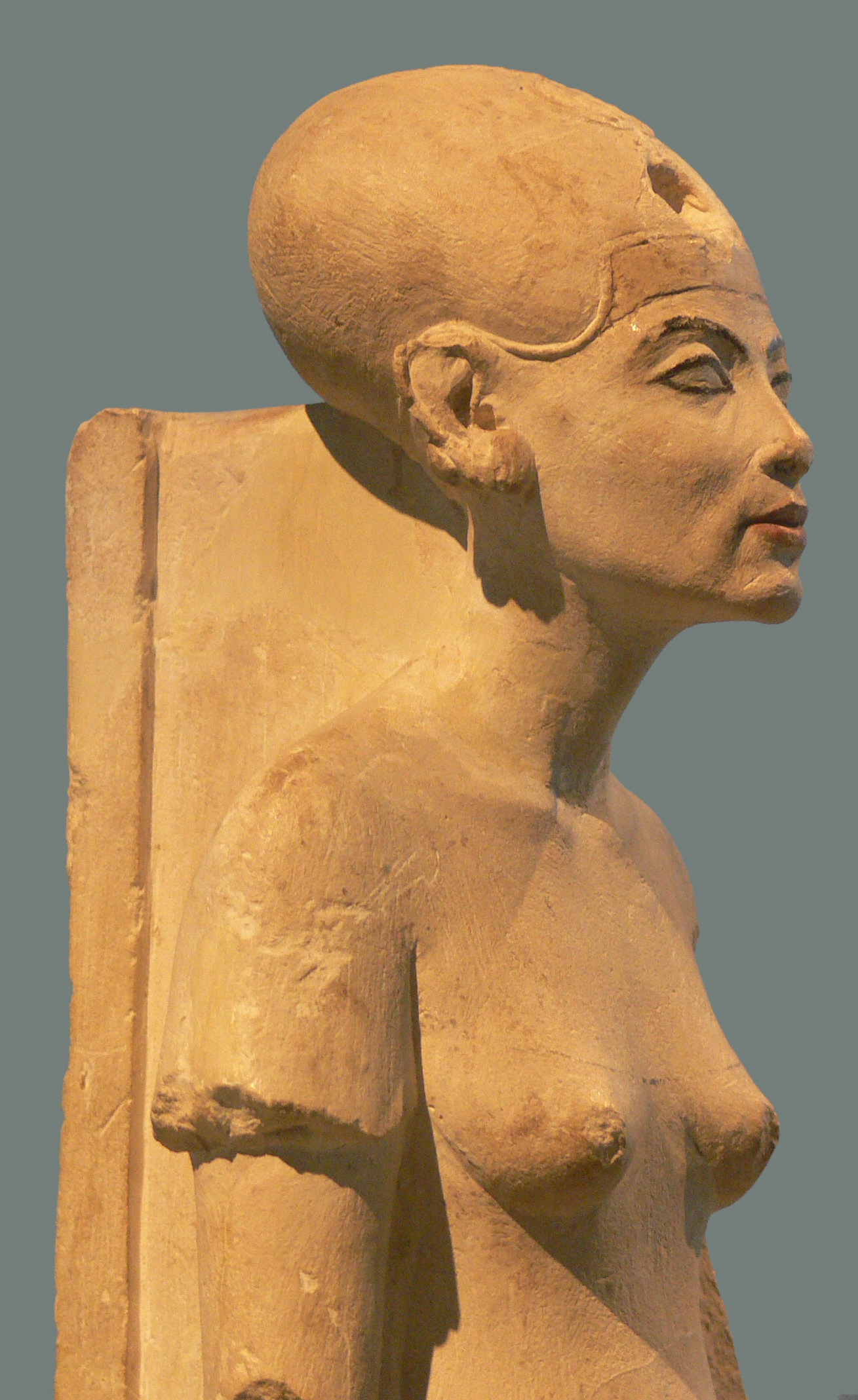
Nofertiti állószobra. Részlet. Berlin
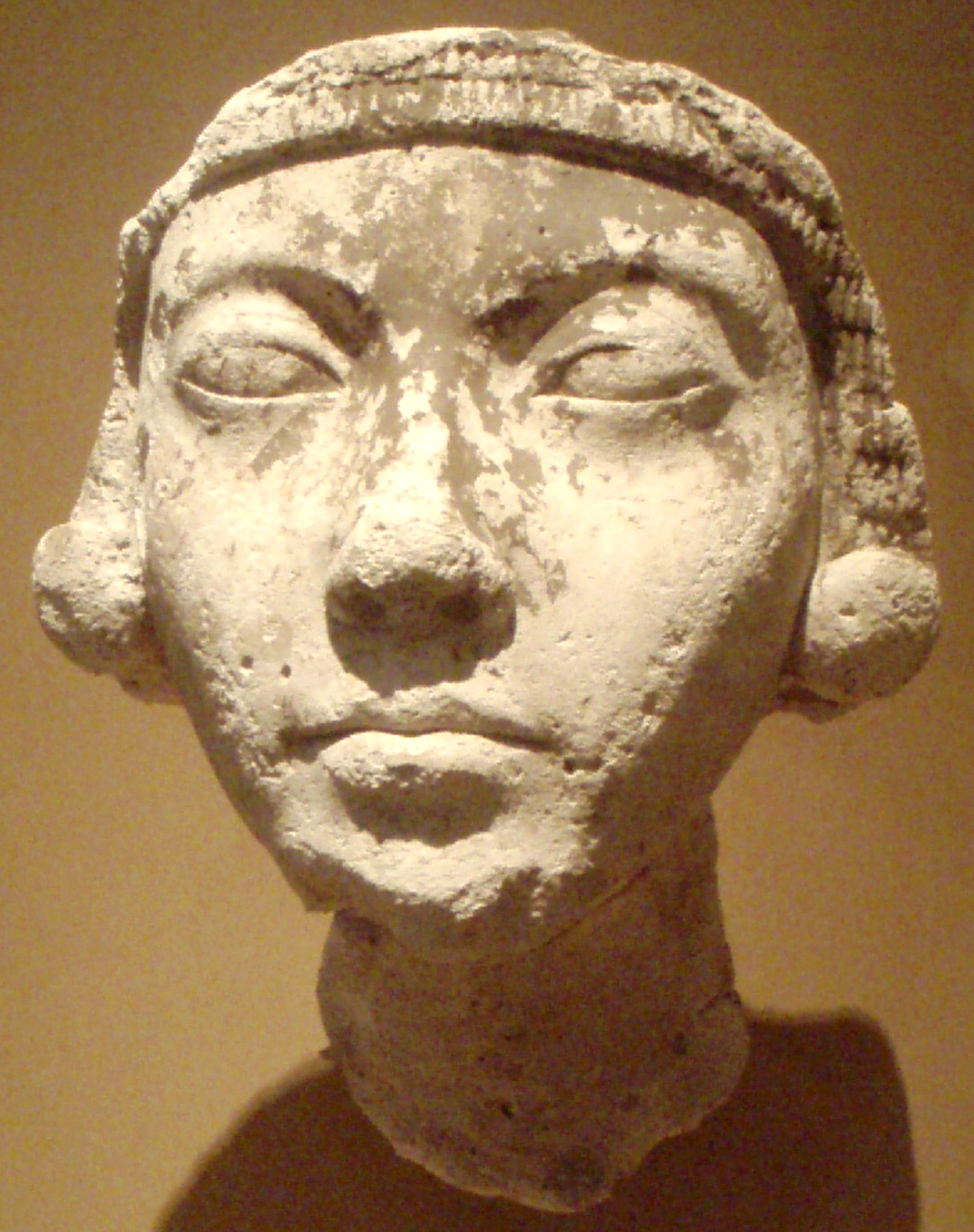
Egy nő, talán Kia portréja. New York
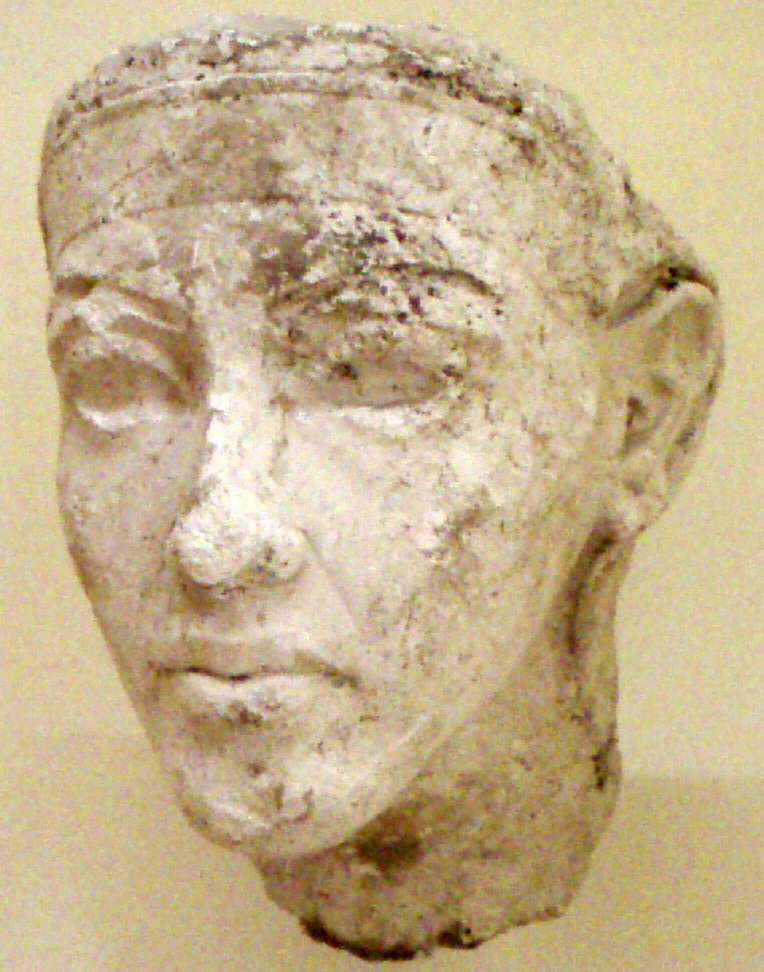
Ehnaton portréja. Kairó